# Brant Bjork
Brant Bjork es un músico estadounidense nacido en Palm Desert, California. Es conocido principalmente por ser uno de los músicos más relevantes del stoner rock debido a su participación en la mítica banda Kyuss.

## Biografía
Bjork comenzó en el mundo de la música junto a sus compañeros de instituto, Josh Homme, Chris Cockrell, (lo sustituiría Nick Oliveri) y John García, tras formar la banda Kyuss. Bjork comenzó como baterista en la mítica banda que resurgiría el stoner rock a comienzos de los 90, y poco a poco, fue adquiriendo un rol fundamental en el grupo gracias a su capacidad creativa en la composición de temas. Bjork recuerda que "si acabé tocando la batería es porque siempre quise tocar la batería en una banda. Hasta Blues for the Red Sun, había escrito cosas, pero siempre fui muy tímido al respecto. Pero por la época de Blues for the Red Sun me había afianzado bastante y me sentía con mucha confianza hacia mis composiciones, por eso me involucré tanto en la composición del disco. Yo por entonces pensé que debía involucrarme en llevar al grupo en una dirección concreta, y no quedarme sólo en el papel de batería."
Durante su estancia en Kyuss, prácticamente todo lo que duró la banda ya que permaneció cuatro de los seis años de vida de Kyuss, grabó cuatro de los cinco álbumes de la banda desde 1989 hasta 1993, año en que el baterista dejó la banda. Según asegura, se marchó del grupo "porque no me gustó la dirección que estaba siguiendo la banda. No me gustaba la compañía discográfica (Elektra), no estaba de acuerdo con ellos y con sus decisiones comerciales. Las decisiones dentro del grupo se estaban desequilibrando siempre hacia el mismo lado, y preferí seguir mi camino antes que iniciar una pelea y echar a perder la música que hacíamos. Me fui manteniendo buenas relaciones con ellos. Hablo a menudo con John García y con Josh Homme."

## Etapa post-Kyuss
Tras dejar Kyuss, Bjork se marchó a otra de las grandes del género, Fu Manchu. Con ellos colaboró en la composición y producción del material para el disco debut de la banda californiana, No One Rides for Free de 1994. Después, en 1997 se unió definitivamente a Fu Manchu hasta 2002, grabando cinco álbumes más.
En 1999, Bjork comenzó, además, su carrera en solitario con su banda, Brant Bjork and the Bros., lanzando en ese mismo año su disco debut, Jalamanta, consiguiendo unas muy buenas críticas. En 2003, llegó su segundo trabajo, de apenas 8 temas titulado “Keep Your Cool”. Un año después, presentó en directo su disco “Local Angel”. En 2005 publica, Saved by Magic, un doble CD donde Brant se presenta por primera vez con su banda de directo y en 2007 lanza dos álbumes más, Tres Dias y Somera Sól.
Bjork ha colaborado con los proyectos personales de sus excompañeros de Kyuss, como en The Desert Sessions, de Josh Homme, o Mondo Generator, de Nick Oliveri. Lejos del mundo del stoner, Bjork ha trabajado en proyectos como el disco debut de la canadiense Melissa Auf der Maur, bajista de Hole y Smashing Pumpkins.

## Discografía
Kyuss
- Wretch (1991)
- Blues for the Red Sun (1992)
- Welcome to Sky Valley (1994)

Fu Manchu
- The Action is Go (1997)
- Eatin' Dust (1999)
- King of the Road (2000)
- California Crossing (2001)

Brant Bjork
- Jalamanta (1999)
- Brant Bjork & the Operators (2002)
- Keep Your Cool (2003)
- Local Angel (2004)
- Tres Días (2007)
- Punk Rock Guilt (2008)
- Gods & Goddesses (2010)
- Jacoozzi(2019)

Brant Bjork and the Bros
- Saved by Magic (2005)
- Somera Sól (2007)